# Bishop's Stortford Football Club
El Bishop's Stortford Football Club es un club de fútbol inglés de la ciudad de Bishop's Stortford. Fue fundado en 1874 y juega en la Southern League.